# British Indian Army

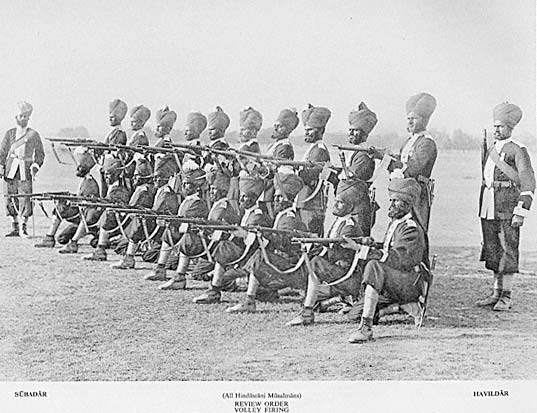
Grupa żołnierzy Hindustani Musalman pozujących do zdjęcia na rozkaz strzelania salwą, ok. 1895

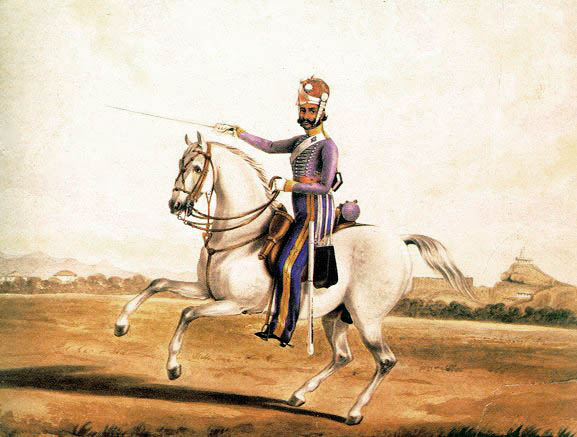
Obraz przedstawiający Sowara 6 Pułku Lekkiej Kawalerii Madras, ok. 1845

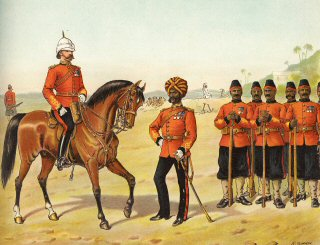
Żołnierze Pułku Queen’s Own Madras Sappers and Miners, 1896

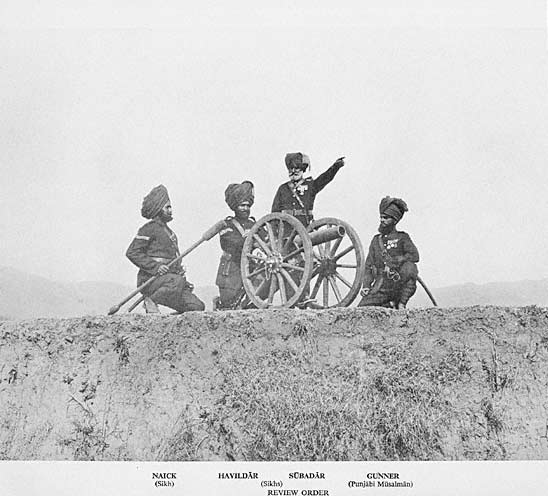
Bateria górska nr 4 (Hazara) z działem górskim RML7 „Steel Gun” w gotowości do przeglądu. Od lewej do prawej: dwóch Subadar (sikhowie) i dwóch kanonierów (pendżabscy muzułmanie), ok. 1895

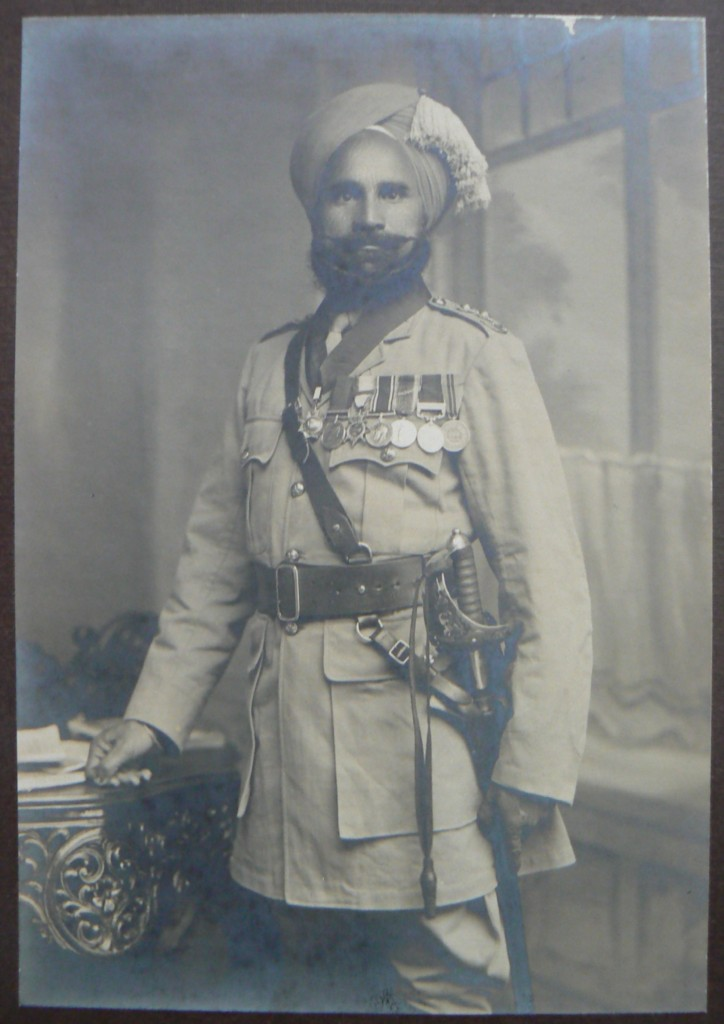
Żołnierz sikhijski odznaczony wieloma medalami, w charakterystycznym, religijnym nakryciu głowy

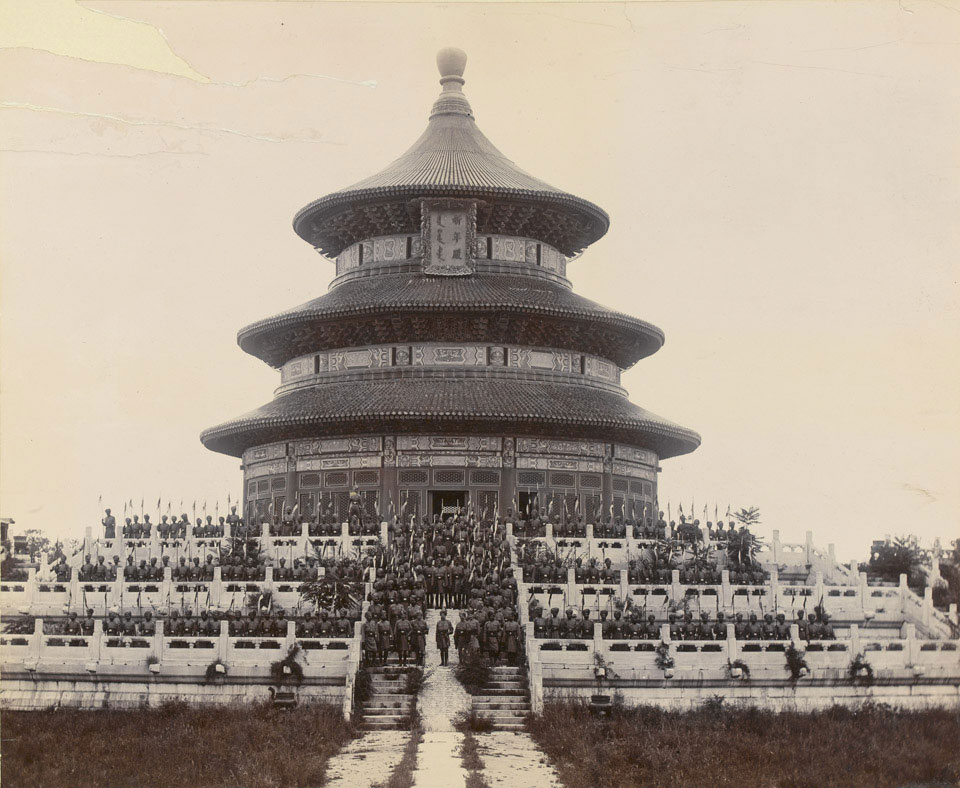
Indyjski 16 Pułk Ułanów w Świątyni Nieba podczas powstania bokserów, Pekin, 1900

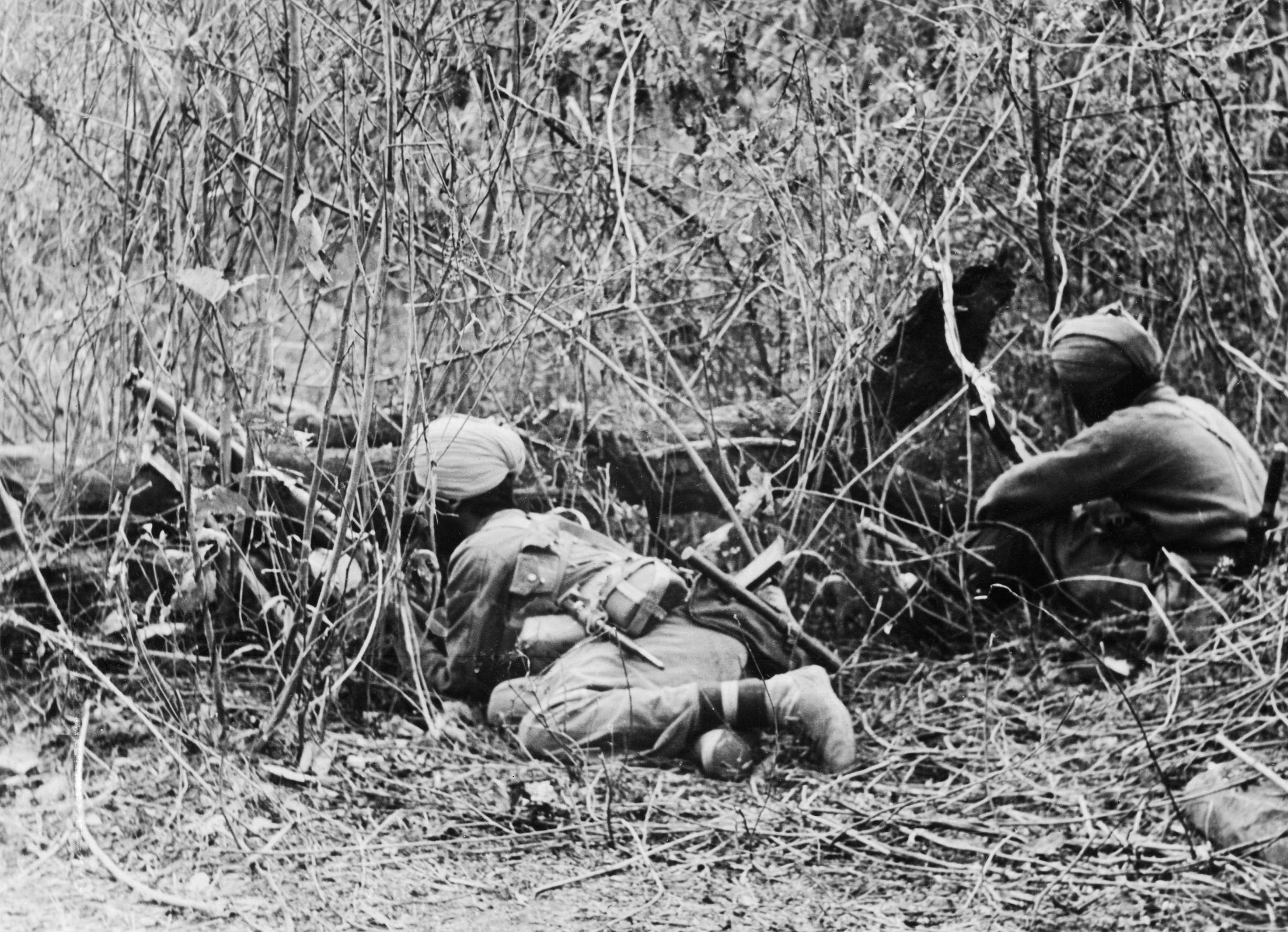
Kampania w Arakanie. Sikhowie podczas działań zwiadowczych

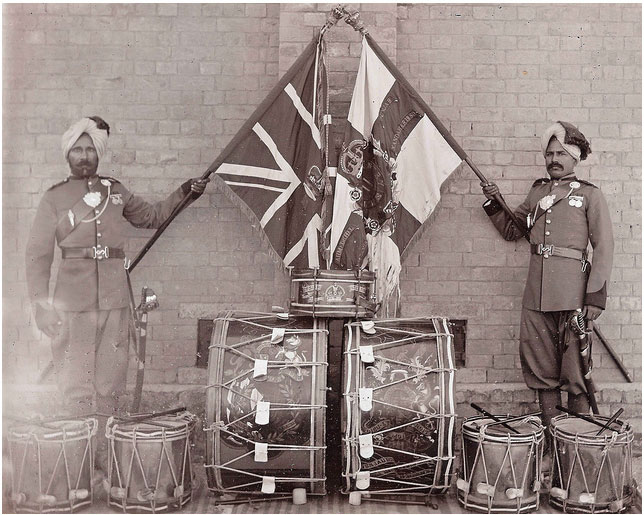
Sztandar 52 Pułku Sikhów (Frontier Force) w Kohat, w barwach pułkowych z 1905 roku

British Indian Army – główna siła militarna Indii Brytyjskich, istniejąca od 1895 roku do zrzucenia brytyjskiego panowania w 1947 roku. Odpowiadała za obronę zarówno prowincji podlegających Koronie Brytyjskiej, jak i indyjskich państw książęcych, które mogły mieć również własne armie. Armia indyjska była ważną częścią sił Imperium Brytyjskiego, zarówno w Indiach, jak i za granicą, zwłaszcza podczas obu wojen światowych.
Wydaje się, że termin „armia indyjska” został po raz pierwszy użyty nieformalnie, jako zbiorcze określenie na armie trzech prezydencji (Bengal Army, Madras Army i Bombay Army), prawdopodobnie po powstaniu Indii Brytyjskich. Jednak pierwsza formacja, oficjalnie nazywana „armią indyjską”, została powołana przez rząd Indii w 1895 roku i początkowo istniała równolegle z trzema armiami prezydencji. Jednak w 1903 roku British Indian Army wchłonęła te trzy armie w swoje struktury. British Indian Army nie należy mylić z Army of India (1903–1947), która obejmowała zarówno całość British Indian Army, jak i jednostki British Army stacjonujące w Indiach, ani z British Army in India (jednostki brytyjskie wysłane do Indii).
British Indian Army przez cały okres swojego istnienia była całkowicie ochotnicza; największy rozwój osiągnęła w czasie II wojny światowej, dochodząc do liczby 2,5 mln żołnierzy, co czyni ją największą armią ochotniczą w historii.

## Organizacja
Znaczenie terminu „Indian Army” zmieniało się w czasie:
| 1858–1894 | Indian Army była nieformalnym, zbiorczym określeniem armii trzech prezydencji: Bengal Army, Madras Army i Bombay Army. |
| 1895–1902 | Indian Army istniała oficjalnie i była „armią rządu Indii”, zawierająca jednostki brytyjskie i indyjskie (sipajowie). |
| 1903–1947 | Lord Kitchener był głównodowodzącym w Indiach (Commander-in-Chief, India) od 1902 do 1909 roku. Zapoczątkował on reformy na dużą skalę, z których największą było połączenie trzech armii prezydencji w jednolitą siłę zbrojną. Utworzył struktury wyższych związków operacyjnych, osiem dywizji armii i brygady jednostek indyjskich oraz brytyjskich. Po reformach Kitchenera: - Indian Army była „armią werbowaną z ludności miejscowej i na stałe stacjonującą w Indiach, razem z brytyjskimi oficerami będącymi poza granicami kraju”; - British Army in India składała się z jednostek British Army wysłanych do Indii na misję zagraniczną, a następnie przerzucanych do innych części Imperium lub z powrotem do Wielkiej Brytanii; - Army of India składała się zarówno z Indian Army, jak i jednostek British Army stacjonujących w Indiach. |

### Dowodzenie
Oficer dowodzący Army of India był jednocześnie głównodowodzącym w Indiach, który podlegał cywilnemu gubernatorowi generalnemu Indii. Tytuł ten był używany już przed utworzeniem zjednoczonej British Indian Army; pierwszym, który go otrzymał, był gen. mjr Stringer Lawrence w 1748 roku. Na początku XX wieku głównodowodzący i jego sztab byli oparci o India Command. Stanowiska w Indian Army były mniej prestiżowe niż równorzędne im funkcje w British Army, ale za to wynagrodzenie było znacznie wyższe, dzięki czemu oficerowie mogli swobodnie żyć z własnej pensji, zamiast szukać dodatkowego źródła dochodu. W związku z tym wakaty w Indian Army były bardzo pożądane i co do zasady zarezerwowane dla wyższych oficerów-kadetów, kończących Royal Military College w Sandhurst. Oczekiwano, że brytyjscy oficerowie Indian Army nauczą się mówić językami swoich żołnierzy, których rekrutowano głównie z obszarów, na których mówi się przeważnie w języku hindi. Wśród wybitnych oficerów British Indian Army znaleźli się Lord Roberts, William Birdwood, Claude Auchinleck, czy William Slim.

### Personel
Oficerowie Indian Army, zarówno Brytyjczycy, jak i Hindusi, otrzymywali stopnie równorzędne stopniom oficerskim British Army. Korpus King’s Commissioned Indian Officer (KCIO), utworzony w 1920 roku, posiadał równe uprawnienia z brytyjskim korpusem oficerskim. Natomiast Viceroy’s commissioned officers to pozostali Hindusi w stopniach oficerskich. Prawie pod każdym względem byli oni traktowani jako oficerowie, ale mieli władzę tylko nad żołnierzami indyjskimi i podlegali wszystkim King’s Commissioned Indian Officers. Wśród stopni British Indian Army znalazły się takie rangi, jak Subedar Major lub Risaldar-Major (odpowiedniki brytyjskiego majora w kawalerii); Subedar lub Risaldar (odpowiedniki kapitana, także w kawalerii), czy Jemadar, odpowiednik porucznika.
Stopnie podoficerskie obejmowały takie rangi, jak Company Havildar Major, odpowiednik Company Sergeant Major; Company Quartermaster Havildar, odpowiednik Company quartermaster sergeant, Havildar lub Daffadar (odpowiedniki sierżanta w kawalerii); Naik lub Lance-Daffadar (odpowiednik brytyjskiego kaprala w kawalerii); i Lance-Naik lub Acting Lance-Daffadar (odpowiedniki Lance-Corporal, także w kawalerii). Korpus szeregowych obejmował takie rangi, jak Sepoy (pol. sipaj) lub Sowar (pol. kawalerzysta, odpowiednik brytyjskiego private) w kawalerii, w pozostałych rodzajach broni były używane rangi British Army, takie jak strzelec (gunner) i saper (sapper).
W następstwie buntu Hindusów z 1857 roku, zwanego także przez Brytyjczyków powstaniem sipajów, trzy armie byłych prezydencji Kompanii Wschodnioindyjskiej przeszły pod panowanie Korony Brytyjskiej. Po „buncie” rekrutacja przeszła na to, co Brytyjczycy nazywali „martial races”, w szczególności Sikhowie, Awanowie, Gacharowie i innymi pendżabscy muzułmanie, Beludżowie, Pasztuni, Maratha, Buntowie, Nayar, Radźputowie, Yadaw, Kumaoni, Gurkhowie, Gahrwali, Janjuas, Maravars, Kallars, Vellalar, Dogras, Dżatowie, Gurjar, Mahar i Sainis. Gurkhowie zostali czasowo przeniesieni do British Army, ponieważ rzadko się buntowali.

## Historia
Początki Indian Army sięgają pierwszych lat po powstaniu sipajów z 1857 roku, często nazywanego w brytyjskich opracowaniach buntem Hindusów, kiedy w 1858 roku Korona przejęła bezpośrednie panowanie nad Indiami Brytyjskimi od Kompanii Wschodnioindyjskiej. Przed 1858 rokiem jednostki armii prezydencji były kontrolowane przez Kompanię i opłacane z jej zysków. Działały one obok jednostek British Army, finansowanych przez rząd brytyjski w Londynie.
Trzy armie prezydencji pozostawały oddzielnymi siłami, każda z własnym głównodowodzącym. Całościową kontrolę operacyjną sprawował głównodowodzący Bengal Army, który był formalnie głównodowodzącym Indii Wschodnich (Commander-in-Chief of the East Indies). Od 1861 roku większość oficerów zgromadzono w trzech Korpusach Sztabu Prezydencji (Presidential Staff Corps). Po II wojnie brytyjsko-afgańskiej komisja śledcza zaleciła zniesienie armii prezydencji. Oddziały Uzbrojenia, Zaopatrzenia i Transportu oraz Finansowy zostały do tego czasu ujednolicone.
Pendżabskie Siły Graniczne (Punjab Frontier Force) znajdowały się pod bezpośrednią kontrolą wicegubernatora Pendżabu w czasie pokoju do 1886 roku, kiedy to przeszły pod rozkazy głównodowodzącego w Indiach. Kontyngent Hajdarabadu i inne lokalne korpusy pozostawały pod bezpośrednią kontrolą rządu. Wyższe związki operacyjne – dywizje i brygady – zostały rozwiązane w 1889 roku. W czasie pokoju nie utrzymywano żadnych sztabów dywizji, wojska były rozproszone po całym subkontynencie indyjskim, a ich główną funkcją było zapewnianie bezpieczeństwa wewnętrznego. W 1891 roku trzy korpusy sztabowe połączono w jeden Indyjski Korpus Sztabowy (Indian Staff Corps.).
Dwa lata później Madras Army i Bombay Army utraciły stanowiska głównodowodzącego. W 1895 roku zniesiono armie prezydencji. Utworzona w ten sposób Indian Army została przegrupowana na cztery dowództwa: Bengal, Madras (w tym Birma), Bombaj (w tym Sind, Kweta i Aden) oraz Pendżab (w tym Granica Północno-Zachodnia i Pendżabskie Siły Graniczne). Każde znajdowało się pod dowództwem generała porucznika, który odpowiadał bezpośrednio przed głównodowodzącym w Indiach.
Armie prezydencji zostały zniesione ze skutkiem od 1 kwietnia 1895 roku w drodze notyfikacji rządu Indii za pośrednictwem rozkazu Departamentu Armii nr 981 z dnia 26 października 1894 roku, jednocząc trzy armie prezydencji w jedną Indian Army. Armie zostały połączone w cztery dowództwa: północne, południowe, wschodnie i zachodnie. Indian Army, podobnie jak armie prezydencji, nadal zapewniała władzom cywilnym wsparcie zbrojne, zarówno w zwalczaniu przestępczości pospolitej, jak i w przypadku zamieszek oraz buntów. Jedną z pierwszych operacji poza granicami Indii, przed którymi stanęła nowa zjednoczona armia, było powstanie bokserów w Chinach od 1899 do 1901 roku.

### Reformy Kitchenera
Reformy Kitchenera rozpoczęły się w 1903 roku, kiedy Lord Kitchener z Chartumu, nowo mianowany głównodowodzący w Indiach, dokończył zjednoczenie trzech armii prezydencji, a także Pendżabskich Sił Granicznych, Kontyngentu Hajdarabadu i innych lokalnych sił zbrojnych w jedną Indian Army.
Priorytety leżące u podstaw reform były następujące:
- podstawową rolą armii ma być obrona północno-zachodniej granicy przed zewnętrzną agresją;
- wszystkie jednostki miały mieć przeszkolenie i zdobyć doświadczenie w służbie na tej właśnie granicy;
- organizacja armii powinna być taka sama w czasie pokoju, jak w czasie wojny;
- utrzymanie bezpieczeństwa wewnętrznego miało być dla wojska zadaniem drugorzędnym, w razie potrzeby powinno udzielić wsparcia policji[15].

Lord Kitchener został armię rozproszoną po całym kraju na posterunkach w sile brygady lub pułku, zapewniające garnizony dla większości dużych miast. Zreformowana Indian Army miała stacjonować w formacjach operacyjnych i skoncentrować się na północy subkontynentu. Plan głównodowodzącego w Indach przewidywał utworzenie dziewięciu dywizji bojowych zgrupowanych w dwóch dowództwach korpusu na głównych osiach przechodzących przez granicę północno-zachodnią. Pięć dywizji miało zostać zgrupowanych na osi Lucknow–Peszawar–Chajber, a cztery na osi Bombaj–Mhow–Kweta. Jednak koszt porzucenia około trzydziestu czterech baz i budowy nowych w proponowanych rejonach korpusu został uznany za nierealny i ten aspekt planu musiał zostać zmodyfikowany.
Na mocy kompromisu przyjętego w 1905 roku cztery istniejące dowództwa zostały zredukowane do trzech i razem z Dowództwem Armii podzielono je na dziesięć stałych dywizji i cztery niezależne brygady:
- Dowództwo Północne składało się z 1 Dywizji Peszawarskiej, 2 Dywizji Rawalpindi, 3 Dywizji Lahore, Brygady Kohat, Brygady Bannu i Brygady Derajat;
- Dowództwo Zachodnie składało się z 4 Dywizji Kweta, 5 Dywizji Mhow, 6 Dywizji Poona oraz Brygady Adeńskiej, zlokalizowanej w Adenie na półwyspie Arabskim;
- Dowództwo Wschodnie składało się z 7 Dywizji Meerut i 8 Dywizji Lucknow.

Dowództwo Armii zachowało 9 Dywizję Secunderabad i Dywizję Birmańską pod swoją bezpośrednią kontrolą. Ponumerowane dywizje zostały tak zorganizowane, aby podczas mobilizacji można było rozmieścić kompletną dywizję piechoty, brygadę kawalerii i pewną liczbę żołnierzy wewnątrz kraju dla utrzymania bezpieczeństwa wewnętrznego lub obrony pobliskiej granicy. Utworzono stałe dowództwa dywizji z etatami oficerów sztabowych pod dowództwem generała majora.
Po zakończeniu reform w 1909 roku Indian Army była zorganizowana na wzór brytyjski, choć zawsze pozostawała w tyle pod względem wyposażenia. Dywizja Indian Army składała się z trzech brygad, a każda z nich z czterech batalionów. Trzy z tych batalionów należały do Indian Army, a jeden do British Army. Bataliony indyjskie były często formowane na zasadzie segregacji rasowej, z kompaniami złożonymi z przedstawicieli jednego plemienia, kasty lub religii. Do służby zgłosiło się półtora miliona ochotników z szacowanej na 315 milionów populacji subkontynentu indyjskiego.
Bataliony pułkowe nie były przydzielane na stałe do poszczególnych dywizji lub brygad, ale zamiast tego spędzały kilka lat w jednej formacji, a następnie były kierowane do innej, stacjonującej w innym miejscu. Taka rotacyjna służba miała zarówno zapewnić wszystkim jednostkom doświadczenie w aktywnej służbie na pograniczu, jak i zapobiec ich „stagnacji” w statycznych bazach pułkowych. Natomiast miejsca stacjonowania dywizji pozostawały niezmienne.

### Ponowna numeracja i zmiana nazw pułków
Aby podkreślić, że istniała teraz tylko jedna armia indyjska oraz że wszystkie jednostki miały zostać wyszkolone i rozmieszczone bez względu na ich regionalne pochodzenie, zmieniono numerację pułków, osobno dla pułków kawalerii, artylerii, piechoty liniowej i strzelców gurkhijskich. Oznaczenia pułków zostały zmienione, aby usunąć wszelkie odniesienia do byłych armii prezydencji. Tam, gdzie było to właściwe, przyjęto tytuły pomocnicze zmieniające dawne nazwy rozpoznawcze. W ten sposób 2 Pułk Bengal Lancers stał się 2 Pułkiem Lancers (Gardner’s Horse).
Nowy porządek zapoczątkowały pułki bengalskie, następnie Pendżabskie Siły Pogranicza, po nich pułki Madrasu, Kontyngentu Hajdarabadu i Bombaju. Tam, gdzie było to możliwe, cyfra została zachowana w nowym numerze. Tak więc 1 Pułk Piechoty Sikhów stał się 51 Pułkiem Sikhów, 1 Pułk Pionierów Madras – 61 Pułkiem Pionierów, a 1 Bombajski Pułk Grenadierów – 101 Pułkiem Grenadierów.
Pułki Gurkhów rozwinęły się we własną linię pułków strzeleckich już w 1861 roku. Było ich pięć, dopóki nie dołączyły do nich byłe 42, 43 i 44 Pułki Gurkhów z dawnej Bengal Army, które stały się 6, 7 i 8 Gurkhijskim Pułkiem Strzelców. Liczby 42, 43 i 44 przydzielono odpowiednio do Sił Nieregularnych Deoli i Erinpura oraz Batalionu Mhairwara z Radżputany.
Baterie artylerii górskiej straciły swoje numery już dwa lata wcześniej. W ramach reform z 1903 roku zmieniono ich numerację, dodając dwadzieścia do ich pierwotnego numeru. Indian Army miała bardzo mało artylerii (tylko 12 baterii artylerii górskiej), a do dywizji dołączono baterie Royal Indian Artillery. Indian Army Corps of Engineers, czyli korpus inżynieryjny, został utworzony przez saperów ze wszystkich trzech armii prezydencji.
The Queen’s Own Corps of Guides, składający się ze szwadronów kawalerii i kompanii piechoty, został przemianowany na Queen’s Own Corps of Guides (Lumsden’s), ale pozostał z niepełnymi stanami osobowymi. Nowa numeracja i nazewnictwo pułków zostały ogłoszone w India Army Order 181 z dnia 2 października 1903 roku.
W 1903 roku Indian Staff Corps został zlikwidowany, a następnie jego oficerowie zostali po prostu przeniesieni „do Indian Army”. Następnie utworzono Sztab Generalny, który zajmował się całokształtem polityki wojskowej, nadzorowaniem szkolenia w czasie pokoju, prowadzeniem operacji podczas wojny, rozmieszczeniem sił w celu zapewnienia bezpieczeństwa wewnętrznego lub ich emisji za granicą, planowaniem przyszłych operacji i zbieraniem danych wywiadowczych. Funkcje zostały rozdzielone wzdłuż linii brytyjskich na dwie gałęzie; pomiędzy Adiutanta Generalnego (Adjutant-General) zajmującego się szkoleniem, dyscypliną i personelem oraz Kwatermistrza Generalnego (Quartermaster-General) zajmującego się zaopatrzeniem, kwatermistrzostwem i komunikacją. W 1906 roku utworzono Oddział Generalny zajmujący się polityką wojskową, organizacją i rozmieszczeniem, mobilizacją i planami wojennymi, a także wywiadem i prowadzeniem operacji. Szefowie oddziałów sztabu odpowiadali przed Szefem Sztabu Generalnego, którego stanowisko pełnił generał porucznik. Aby zapewnić szkolenie oficerów sztabowych, w 1905 roku założono Indian Staff College, który od 1907 roku na stałe mieścił się w Kwecie.
Bez pośredniej struktury dowodzenia sztab wojskowy został obciążony wszelkimi, drobnymi szczegółami administracyjnymi. Dowódcy dywizji byli odpowiedzialni nie tylko za swoje aktywne formacje, ale także za bezpieczeństwo wewnętrzne i oddziały ochotnicze na swoich obszarach. Po mobilizacji sztaby dywizji wychodziły w pole, nie pozostawiając nikogo do obsługi lokalnej administracji. Służby pomocnicze były niewystarczające, a wielu żołnierzy przeznaczonych dla sił bojowych nie zostało przeniesionych ze starych posterunków na tereny nowego dowództwa dywizji. Te wady strukturalne ujawniły się podczas I wojny światowej i doprowadziły do dalszej reorganizacji.
Indian Army Act z 1911 roku ustanowiła przepisy dotyczące zastąpienia Indian Articles of War z 1869 roku. Została ona przyjęta przez gubernatora generalnego. W ramach tego prawa armia oskarżyła podejrzanych o kolaborację z Japończykami podczas procesu Indyjskiej Armii Narodowej w 1945 roku. Po podziale i uzyskaniu niepodległości przez Indie została ona zastąpiona ustawą Indian Army Act, 1950.

### I wojna światowa

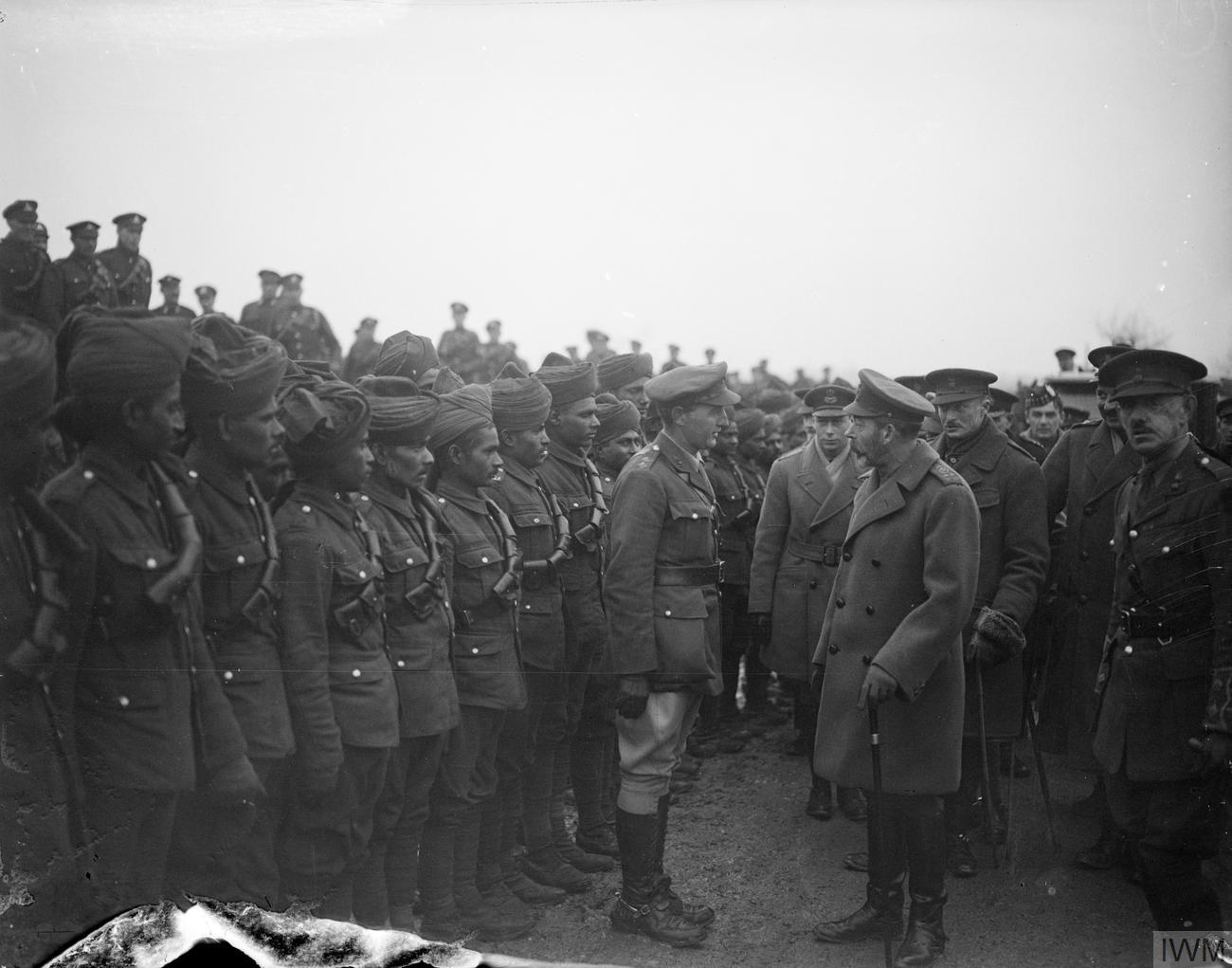
Król Jerzy V przeprowadzający inspekcję oddziałów sikhijskich i radźputańskich dołączonych do Royal Garrison Artillery w Le Cateau-Cambrésis, 2 grudnia 1918

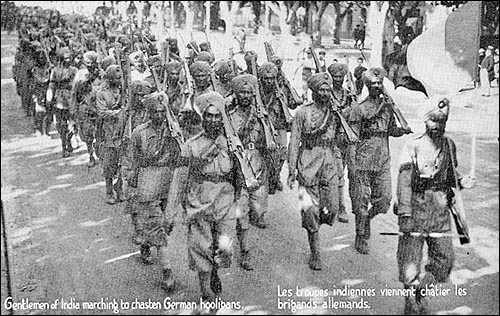
15 Pułk Sikhów przybywa do Marsylii we Francji w drodze do walki z Niemcami podczas I wojny światowej

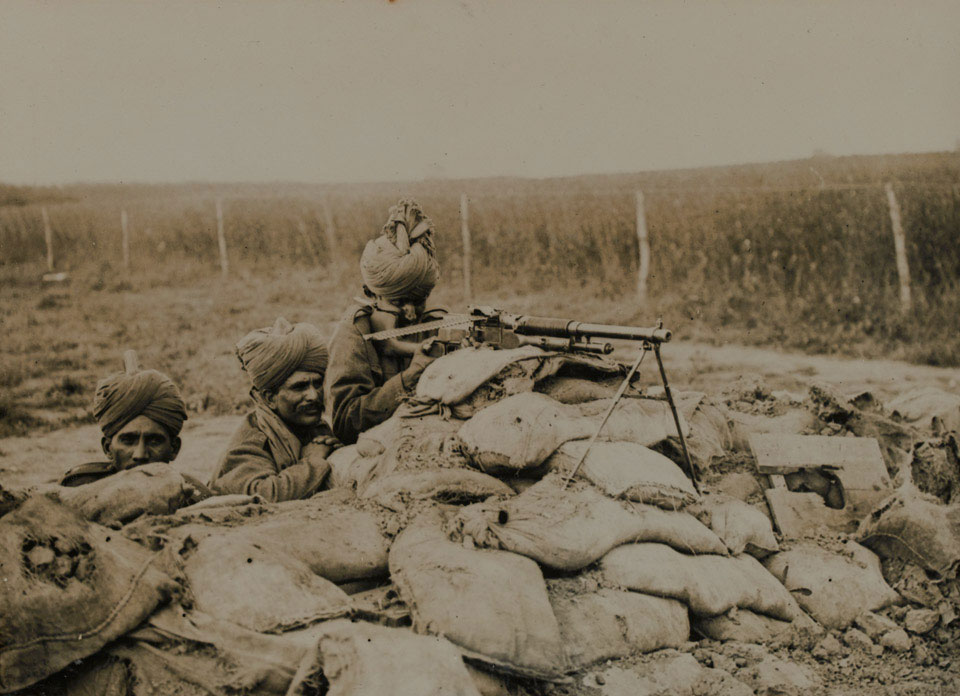
Sekcja karabinów maszynowych Benét–Mercié z 2 Radźputańskiego Pułku Lekkiej Piechoty w akcji we Flandrii zimą 1914–1915

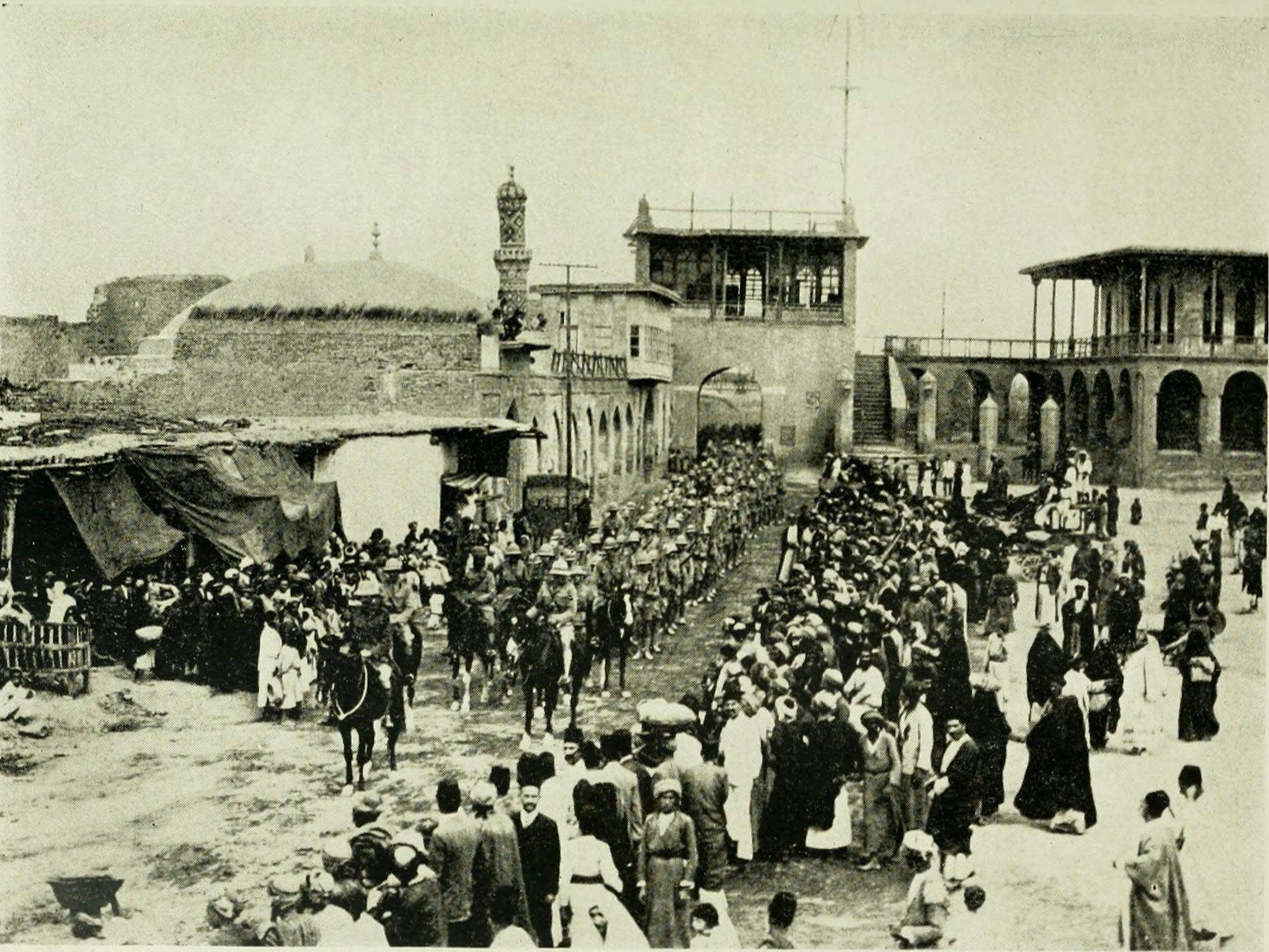
Frederick Stanley Maude z jednostkami British Indian Army wkraczającymi do Bagdadu w 1917 roku

Przed wybuchem I wojny światowej British Indian Army liczyła 215 tys. żołnierzy. W 1914 roku lub wcześniej utworzono jej dziewiątą dywizję, 9 Dywizję Secunderabad.
Jeszcze przed Wielką Wojną rząd Indii zdecydował, że Indie stać na wydzielenie dwóch dywizji piechoty i brygady kawalerii na wypadek wojny w Europie. 140 tys. żołnierzy pełniło czynną służbę na froncie zachodnim we Francji i Belgii, z czego 90 tys. w Indian Corps na linii frontu i około 50 tys. w jednostkach tyłowych. Rząd Indii uważał, że największe zagrożenie dla bezpieczeństwa narodowego nadal pochodzi z wewnątrz. Ostatecznie na początku wojny wysłano do Europy ponad cztery dywizje, gdy Indian Expeditionary Force A utworzyły Indian Corps oraz Indian Cavalry Corps, które przybyły na front zachodni w 1914 roku. Duża ilość strat poniesionych szybko po przybyciu na front uniemożliwiły efektywne wykorzystanie Hindusów w późniejszym czasie. Brytyjskich oficerów Indian Army, którzy rozumieli język, zwyczaje i psychikę swoich ludzi, nie można było szybko zastąpić, a obce środowisko frontu zachodniego miało zły wpływ na morale żołnierzy. Jednak niepokoje w Indiach, których tak się obawiano, nigdy nie miały miejsca, a kiedy Indian Corps został przeniesiony na Bliski Wschód w 1915 roku, Indie zapewniły o wiele więcej dywizji do czynnej służby za granicą.
Pierwsze starcie Hindusów na froncie zachodnim miało miejsce w ciągu miesiąca od rozpoczęcia wojny, w I bitwie pod Ypres. Tutaj Garwhal Rifles wzięli udział w pierwszym szturmie na okopy w czasie wojny w dniach 9–10 listopada 1914 roku, a Khudadad Khan został pierwszym Hindusem, który zdobył Krzyż Wiktorii. Po roku służby na pierwszej linii choroby i straty wśród żołnierzy spowodowały, że Indian Corps został wycofany.
Prawie 700 tys. Hindusów służyło wówczas na Bliskim Wschodzie, walcząc z Turkami w kampanii mezopotamskiej. Tam brakowało im środków transportu w celu uzupełnienia zapasów, do tego działali w bardzo gorących i zapylonych warunkach. Dowodzeni przez gen. Charlesa Townshenda doprowadzili ostatecznie w 1917 roku do zdobycia Bagdadu.
W I wojnie światowej British Indian Army przeszła długi szlak bojowy, w tym:
- front zachodni: bitwa o Neuve Chapelle(inne języki);
- bitwa o Gallipoli;
- kampania synajska i palestyńska;
- kampania mezopotamska, oblężenie Kut(inne języki);
- Afryka Wschodnia, w tym bitwa o Tanga(inne języki).

Żołnierze z subkontynentu indyjskiego zdobyli 13 000 medali, w tym 11 Krzyży Wiktorii. Do końca wojny zgłoszono śmierć lub zaginięcie 47 746 Hindusów; 65 126 zostało rannych.
W czasie I wojny światowej służyły także tak zwane Imperial Service Troops, jednostki dostarczone przez półautonomiczne indyjskich państwa książęce. Około 21 000 żołnierzy tej formacji zostało wysłanych do Europy i na Bliski Wschód, głównie Sikhów z Pendżabu i Radźputów z Radżputany (takich jak Bikaner Camel Corps, jednostki ułanów z Hajdarabadu, Mysuru i Dźodhpuru z Imperial Service Cavalry Brigade). Siły te odegrały znaczącą rolę w kampanii synajskiej i palestyńskiej.
W sumie, do listopada 1918 roku, British Indian Army wysłała do Europy 1,3 mln żołnierzy.

### Okres międzywojenny (1918–1939)
Elementy Indian Army operowały wokół Mary w Turkmenistanie w latach 1918–1919 w ramach tzw. misji Mallesona w czasie interwencji Ententy w rosyjskiej wojnie domowej. Armia brała wówczas udział w III wojnie afgańsko-brytyjskiej w 1919 roku. W następstwie I wojny światowej w latach dwudziestych XX wieku utworzono Indian Territorial Force i Auxiliary Force (India). Indian Territorial Force były niepełnoetatową, płatną, całkowicie ochotniczą organizacją w ramach armii. Jej jednostki składały się głównie z europejskich oficerów i indyjskich żołnierzy niższych rang. ITF została utworzona na mocy Indian Territorial Force Act 1920 w celu zastąpienia indyjskiej sekcji Indian Defence Force. Była to całkowicie ochotnicza siła wzorowana na brytyjskiej Territorial Army.
Po I wojnie światowej Brytyjczycy rozpoczęli proces „hiduizacji” armii, w wyniku którego Hindusi awansowali na wyższe stopnie oficerskie. Indyjscy kadeci zostali wysłani na studia do Wielkiej Brytanii w Royal Military College w Sandhurst i otrzymali pełne promocje jako King’s Commissioned Indian Officers. Byli oni pod każdym względem równorzędni brytyjskim oficerom i mieli pełną władzę nad wojskami brytyjskimi, w przeciwieństwie do Viceroy’s commissioned officers. Niektórzy z nich zostali nawet przydzieleni do jednostek British Army przez część ich kariery. Do 1932 roku większość oficerów Indian Army, zarówno brytyjskich, jak i indyjskich, była szkolona w Royal Military College w Sandhurst, po czym indyjscy oficerowie byli coraz częściej szkoleni w Indian Military Academy w Dehradun, która została utworzona w tym samym roku.

### II wojna światowa

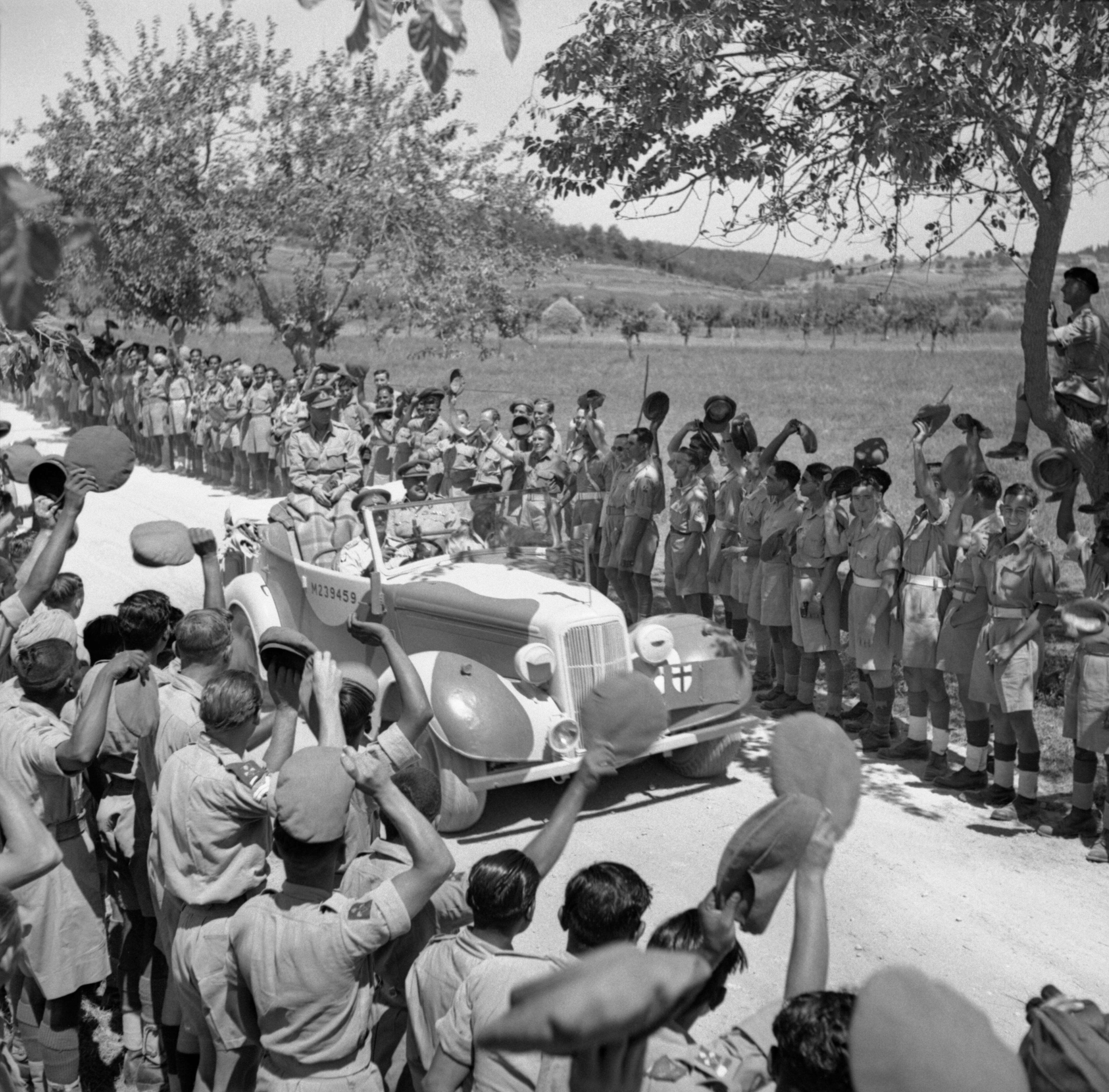
Król Jerzy VI przejeżdża obok wiwatujących indyjskich żołnierzy w drodze na ceremonię dekoracji odznaczeniem Krzyża Wiktorii sipaja Kamal Ram we Włoszech, 26 lipca 1944

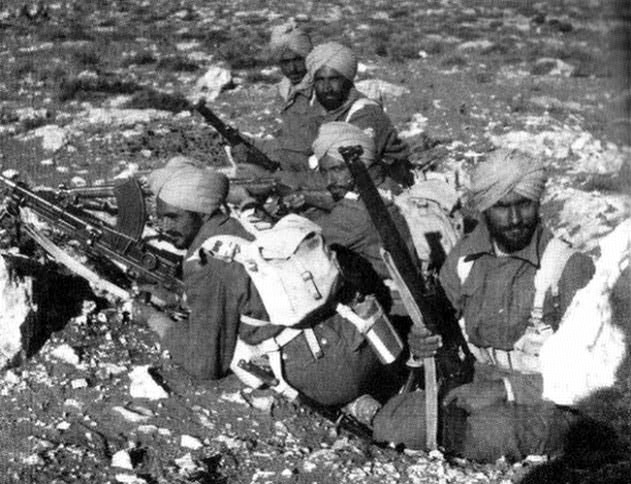
Sikhowie w akcji podczas operacji Crusader w grudniu 1941

W momencie wybuchu II wojny światowej British Indian Army liczyła 205 tys. ludzi. Później, podczas wojny, stała się największą ochotniczą armią w historii, osiągając liczebność ponad 2,5 miliona żołnierzy. Czyniąc to, sformowano indyjski III, IV, XV, XXXIII i XXXIV Korpus, indyjską 4, 5, 6, 7, 8, 9, 10, 11, 12, 14, 17, 19, 20, 21 i 23 Dywizję, a także inne oddziały. Dodatkowo utworzono dwie dywizje pancerne i jedną powietrznodesantową. W kwestiach administracyjnych, uzbrojenia, szkolenia i wyposażenia Indian Army miała znaczną niezależność; na przykład przed wojną przyjęła na uzbrojenie lekki karabin maszynowy Vickers-Berthier zamiast erkaemu Bren armii brytyjskiej, jednocześnie kontynuując produkcję i wydawanie starszego karabinu SMLE nr 1 Mk III w okresie II wojny światowej, zamiast nowszego No.4 Mk I, na który przezbrojono British Army w połowie wojny.
Szczególnie godnym uwagi wkładem British Indian Army podczas II wojny światowej były:
- kampania śródziemnomorska:
  - kampania wschodnioafrykańska
  - kampania w Afryce Północnej:
    - operacja Compass
    - operacja Battleaxe
    - operacja Crusader
    - I bitwa pod El Alamein
    - II bitwa pod El Alamein

  - operacja Sabine
  - operacja Exporter
  - operacja Y
  - kampania włoska:
    - bitwa o Monte Cassino
- wojna na Pacyfiku:
  - bitwa o Hongkong
  - bitwa o Malaje
  - bitwa o Singapur
  - kampania birmańska (1944)(inne języki):
    - bitwa o Kohimę
    - bitwa o Imphal

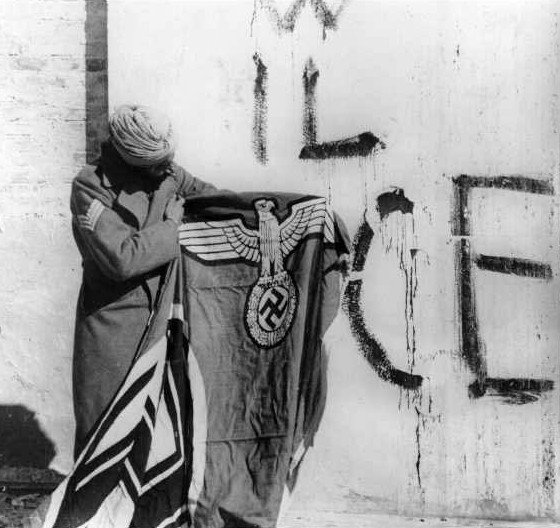
Sikhijski żołnierz ze zdobytą niemiecką flagą ze swastyką

Podczas II wojny światowej życie straciło około 87 tys. żołnierzy indyjskich. Wręczono im 30 Krzyży Wiktorii.
Niemcom i Japończykom stosunkowo łatwo udało się rekrutować siły bojowe z indyjskich jeńców wojennych. Siły te były znane jako Ochotniczy Legion Hinduski oraz Indyjska Armia Narodowa. Na czele tej drugiej stanął indyjski przywódca nacjonalistyczny Subhas Czandra Bose. Spośród około 55 tys. Hindusów wziętych do niewoli na Malajach i Singapurze w lutym 1942 roku, ok. 30 tys. wstąpiły do Indyjskiej Armii Narodowej, która walczyła przeciwko siłom alianckimi w kampanii birmańskiej. Inni zostali strażnikami w japońskich obozach jenieckich. Rekrutacja Hindusów była pomysłem mjr. Fujiwary Iwaichiego, który napisał w swoich wspomnieniach, że kpt. Mohan Singh Deb, który poddał się po upadku Jitry, został założycielem Indyjskiej Armii Narodowej.
Część personelu Indian Army sprzeciwiała się propozycji Japończyków i pozostała w obozach. Nieznana liczba schwytanych na Malajach i Singapurze została wywieziona na roboty przymusowe na okupowane przez Japończyków obszary Nowej Gwinei. Wielu z tych żołnierzy doświadczyło złych warunków bytowych i brutalności strażników, takiej samej jak jeńcy innych narodowości w niewoli japońskiej podczas II wojny światowej. Około 6000 z nich przeżyło do wyzwolenia przez siły australijskie i amerykańskie w latach 1943–1945.

### Po II wojnie światowej
W wyniku podziału Indii w 1947 roku formacje, jednostki, aktywa i rdzenny personel Indian Army zostały podzielone, przy czym dwie trzecie aktywów zostało zachowane przez Dominium Indii, a jedna trzecia trafiła do nowego Dominium Pakistanu. Cztery Pułki Gurkhów (w większości rekrutowane w Nepalu, który znajdował się poza Indiami), zostały przeniesione z byłej British Indian Army do British Army, tworząc Brygadę Gurkhów i wyruszając do nowej bazy na Malajach. Jednostki British Army stacjonujące w Indiach wróciły do Wielkiej Brytanii lub zostały wysłane do innych baz poza Indiami i Pakistanem. W okresie przejściowym po podziale Indii dowództwo wojsk brytyjskich w Indiach z gen. mjr. Lashmerem Whistlerem na czele kontrolowało odchodzące jednostki brytyjskie. Ostatnia jednostka brytyjska, 1. batalion Pułku Lekkiej Piechoty Somerset, opuściła Indie 28 lutego 1948 roku. Sprzęt z większości jednostek brytyjskich został zatrzymany przez nową Indian Army, ponieważ tylko jedna dywizja piechoty, indyjska 7 Dywizja Piechoty, stacjonowała w Pakistanie przed podziałem.
Większość pozostałego muzułmańskiego personelu Indian Army przystąpiło do nowo utworzonych Sił Zbrojnych Pakistanu. Z powodu braku doświadczonych oficerów do początku lat 50. w Pakistanie pozostało na kontraktach kilkuset oficerów brytyjskich. Od 1947 do 1948 roku, wkrótce po podziale Indii Brytyjskich i ich armii, dwie nowe armie zaczęły walczyć ze sobą w I wojnie kaszmirskiej, rozpoczynając zaciekłą rywalizację, która trwa do dzisiaj.
Obecna Indian Army i Pakistan Army zostały w ten sposób uformowane z jednostek przedrozbiorowej British Indian Army. Obie te siły, jak i Siły Zbrojne Ludowej Republiki Bangladeszu, które zostały wydzielone z Armii Pakistanu po uzyskaniu niepodległości przez Bangladesz, zachowują wiele tradycji dawnej British Indian Army.